# Zajti Ferenc
Zajti Ferenc (Újfehértó, 1886. március 5. – Budapest, 1961. június 29.) magyar festő, autodidakta orientalista, egyetemi tanár, könyvtáros, író.

## Élete
Édesapja, Zajti Pál az újfehértói Szunyogh-birtok ispánja volt, édesanyja Szabó Terézia, mindketten reformátusok. A Debreceni Református Kollégium elvégzése után Budapesten, majd Hollósy Simon müncheni festőiskolájában tanult. Később visszatérve Magyarországra Kubinyi Sándornál és Bosznay Istvánnál képezte magát hat évig.
1905-ben kezdett őstörténettel, a szkíta-magyar rokonsággal foglalkozni. 1907-ben Pestújhelyen telepedett le, és Budapest Székesfőváros mérnöki osztályán kezdett dolgozni, a pesti és budai tervtár egyesített anyagát rendezte. Festőként 1909-ben mutatkozott be. Az 1910-es években jó kapcsolatot tartott fenn Csontváry Kosztka Tivadarral, aki szellemi utódjának, munkássága folytatójának nevezte őt. Később kiállításai voltak Magyarországon és Törökországban is.
Az első világháború idején a Debreceni Egyetem Református Hittudományi Karán összehasonlító vallástörténetet és keleti nyelveket tanult. 1917-től előadott itt, 1921-től kinevezett egyetemi tanárként. A háború alatt menhelyeket létesített a fővárosban, ahol előadásokat tartott főként vallástörténeti témákból. Az előadások szélesebb körű terjesztésére alapította meg a „Népszerű Teológiai Tanfolyam” című sorozatot és újságot.
1918-ban jelent meg első, az „Ősmagyarok hitvilága” című munkája. 1919-ben német nyelvről lefordította Zarathustra Avesztáját, amelyhez 70 képből álló sorozatot készített. A művet saját kiadásában jelentette meg.
1922-ben Szigetváron feleségül vette Rádi Magdolnát, akitől több gyermeke született. Rothermere lorddal együtt részt vett a „Justice for Hungary” („Igazságot Magyarországnak”), a trianoni békeszerződést revizionálni szándékozó akciónak. 1921-ben Jézus-könyvéhez („Jézus gyermekkora”) rajzsorozatot készített 40 képpel. 1925-ben Magyarországra hívta Jivanji Jamshedji Modit, a bombayi egyetem hun-szakértő professzorát, aki a Magyar Tudományos Akadémián 1600 fős hallgatóság előtt, Horthy Miklós kormányzó jelenlétében előadást tartott. A tudóst Horthy később Magyar Érdemkereszttel tüntette ki. Zajti ugyanekkor elindította az „Aveszta Könyvtár” sorozatot, amelyben többek között Stein Aurél, Goldziher Ignác, Kuun Géza és Jivanji Jamshedji Modi tanulmányai jelentek meg.
1928-ban kiadta Ipolyi Arnold 1854-ben született Magyar mythologiáját, ami elsőként tett kísérletet a magyar ősvallás rekonstruálására. Az év során meghívta Rabindranath Tagore indiai költőt, majd Indiába utazott, ahol a szkíta rokonságú „gudzsár hunokat” kereste. Az út során Mahatma Gandhi házát is meglátogatta. Hatalmas mennyiségű néprajzi, ipar- és képzőművészeti anyaggal, könyvritkaságokkal, fotódokumentációval tért haza 1929 márciusában, s az akkor megalakult Magyar-Indiai Társaság alelnöke lett. A harmincas években Kemal Atatürk pártfogásával a Török Történelmi Társaság 12 tagú bizottságának tagjává választották, és egy türk-magyar enciklopédiát terveztek, amiből Zajti munkájával hatszáz oldal készült el. A munka – Kemal Atatürk halálával a támogatás megszűnt – befejezetlen maradt.
1933-tól 1946-os nyugdíjazásáig a Fővárosi Könyvtár keleti könyvgyűjteményének felügyelője volt. Könyvritkaságok, kéziratok vásárlásával, elveszettnek hitt dokumentumok, kódexek, források megismerésével és újrakiadásával foglalkozott. Kutatómunkájának összefoglalásaként 1936-ban jelent meg „Magyar Évezredek. Skytha-hun-magyar faji azonosság” című műve, amelynek második kiadása 1943-ban, fakszimile kiadása pedig 1999-ben jelent meg. 1936-ban jelent meg „Zsidó volt-e Krisztus? A semitizmus és skythismus nagy harca” című vihart kavart kötete, amelyben azt próbálta igazolni, hogy a galileai származású tanítványok és maga Jézus is a hajdan volt szkíta vidék szülöttei voltak.
1961. júniusában hunyt el Budapesten. Lakását halála napján kifosztották, műveinek, könyvtárának és csaknem minden értékének nyoma veszett. Életművének egy töredékét a Magyar Nemzeti Galéria őrzi.

## Főbb művei
- Az ősmagyarok hitvilága (Bp., 1918; 2006)
- Jézus gyermekkora (Bp., 1921) Zajti F. rajzaival
- A hun-magyar őstörténelem (Bp., 1928; 2002)
- Kapcsolataink Indiával (Bp., 1929)
- Zsidó volt-e Krisztus? (Bp., 1936); Zsidó volt-e Jézus? (Bp., 1999)
- Magyar évezredek (Bp., 1939; 1999)
- Memorandum (Bp., 1943)
- Indiai tudósítások (In: Országépítő, 2003/4. sz.)
- Zarathustra Zend-Avesztája (ford., Bp., 1919) (MEK)
- J.J. Modi: A Zend-Aveszta vallási rendszere (szerk., Bp., 1925)

## Társasági tagságai
- Magyar Mickiewicz Társaság[6]

## Emlékezete
- Szülővárosában intézményt neveztek el róla Zajti Ferenc Helytörténeti Gyűjtemény, Művelődési Központ és Könyvtár névvel.
- 2000-ben film készült róla: Zajti Ferenc portrémozaik. Magyar dokumentumfilm, rendezte Somogyvári Rudolf.